# Estland i olympiska vinterspelen 2014
Estland deltog i de Olympiska vinterspelen 2014 i Sotji i Ryssland med en trupp på 24 aktiva. Fanbärare i den estniska truppen på invigningen i Sotjis Olympiastadion var skidskytten Indrek Tobreluts.

## Resultat

### Alpin skidåkning
| Idrottare             | Tävling              | Åk 1    | Åk 1 | Åk 2    | Åk 2 | Totalt  | Totalt |
| Idrottare             | Tävling              | Tid     | Rank | Tid     | Rank | Tid     | Rank   |
| --------------------- | -------------------- | ------- | ---- | ------- | ---- | ------- | ------ |
| Warren Cummings Smith | Herrarnas storslalom | 1:28.25 | 48   | 1:29.17 | 45   | 2:57.42 | 45     |
| Warren Cummings Smith | Herrarnas slalom     | 55.08   | 54   | 1:02.20 | 27   | 1:57.28 | 26     |
| Triin Tobi            | Damernas storslalom  | i.u.    | 68   | 1:34.52 | 61   | 3:09.17 | 61     |
| Triin Tobi            | Damernas slalom      | 1:11.43 | 57   | 1:09.02 | 47   | 2:20.45 | 46     |

### Skidskytte

#### Herrar
| Idrottare                                                    | Tävling     | Tid     | Missade skott | Rank |
| ------------------------------------------------------------ | ----------- | ------- | ------------- | ---- |
| Kalev Ermits                                                 | Distanslopp | 57:04.5 | 2 (1+1+0+0)   | 70   |
| Kauri Kõiv                                                   | Sprint      | 26:47.1 | 3 (2+1)       | 54   |
| Kauri Kõiv                                                   | Jaktstart   | 38:10.2 | 3 (1+0+0+2)   | 46   |
| Kauri Kõiv                                                   | Distanslopp | 58:17.3 | 7 (1+2+2+2)   | 78   |
| Roland Lessing                                               | Sprint      | 27:06.3 | 3 (0+3)       | 66   |
| Daniil Steptšenko                                            | Sprint      | 26:40.5 | 2 (1+1)       | 50   |
| Daniil Steptšenko                                            | Jaktstart   | 40:52.0 | 7 (1+1+1+4)   | 59   |
| Daniil Steptšenko                                            | Distanslopp | 56:14.4 | 3 (1+2+0+0)   | 62   |
| Indrek Tobreluts                                             | Sprint      | 26:46.5 | 3 (0+3)       | 53   |
| Indrek Tobreluts                                             | Jaktstart   | 38:00.5 | 3 (0+0+2+1)   | 45   |
| Indrek Tobreluts                                             | Distanslopp | 53:02.5 | 2 (0+1+0+1)   | 29   |
| Kauri Kõiv Roland Lessing Daniil Steptšenko Indrek Tobreluts | Stafett     | DNF     | 15 (12+3)     | 17   |

#### Damer
| Idrottare                                              | Tävling     | Tid     | Missade skott | Rank |
| ------------------------------------------------------ | ----------- | ------- | ------------- | ---- |
| Grete Gaim                                             | Sprint      | 24:18.2 | 2 (1+1)       | 71   |
| Grete Gaim                                             | Distanslopp | 51:28.5 | 2 (0+0+0+2)   | 58   |
| Kadri Lehtla                                           | Sprint      | 24:13.3 | 4 (2+2)       | 69   |
| Kadri Lehtla                                           | Distanslopp | 49:44.8 | 2 (1+0+1+0)   | 44   |
| Johanna Talihärm                                       | Sprint      | 23:09.3 | 0 (0+0)       | 48   |
| Johanna Talihärm                                       | Jaktstart   | 37:52.5 | 5 (2+0+0+3)   | 55   |
| Johanna Talihärm                                       | Distanslopp | 55:16.5 | 6 (2+1+0+3)   | 73   |
| Daria Yurlova                                          | Sprint      | 24:01.1 | 2 (1+1)       | 67   |
| Daria Yurlova                                          | Distanslopp | 55:18.0 | 6 (0+2+2+2)   | 74   |
| Kadri Lehtla Grete Gaim Daria Yurlova Johanna Talihärm | Stafett     | DNF     | 14 (1+13)     | 16   |

#### Mixad
| Idrottare                                               | Tävling    | Tid | Missade skott | Rank |
| ------------------------------------------------------- | ---------- | --- | ------------- | ---- |
| Kauri Kõiv Kadri Lehtla Daniil Steptšenko Daria Yurlova | Mixstafett | DNF | 23 (6+17)     | 15   |

### Längdskidåkning

#### Herrar
| Idrottare                                           | Tävling             | Klassisk stil | Klassisk stil | Fri stil | Fri stil | Final     | Final   | Final |
| Idrottare                                           | Tävling             | Tid           | Rank          | Tid      | Rank     | Tid       | Deficit | Rank  |
| --------------------------------------------------- | ------------------- | ------------- | ------------- | -------- | -------- | --------- | ------- | ----- |
| Algo Kärp                                           | Herrarnas 15 km     | i.u.          | i.u.          | i.u.     | i.u.     | 42:16.5   | +3:46.8 | 42    |
| Aivar Rehemaa                                       | Herrarnas 15 km     | i.u.          | i.u.          | i.u.     | i.u.     | 41:49.8   | +3:20.1 | 40    |
| Aivar Rehemaa                                       | Herrarnas skiathlon | 38:04.3       | 48            | 35:09.3  | 51       | 1:13:47.2 | +5:31.8 | 51    |
| Aivar Rehemaa                                       | Herrarnas 50 km     | i.u.          | i.u.          | i.u.     | i.u.     | 1:52:22.1 | +5:26.9 | 44    |
| Raido Ränkel                                        | Herrarnas 15 km     | i.u.          | i.u.          | i.u.     | i.u.     | 43:38.9   | +5:09.2 | 61    |
| Karel Tammjärv                                      | Herrarnas 15 km     | i.u.          | i.u.          | i.u.     | i.u.     | 42:27.7   | +3:58.0 | 45    |
| Karel Tammjärv                                      | Herrarnas 50 km     | i.u.          | i.u.          | i.u.     | i.u.     | 1:53:23.0 | +6:27.8 | 49    |
| Algo Kärp Aivar Rehemaa Raido Ränkel Karel Tammjärv | Stafett             | i.u.          | i.u.          | i.u.     | i.u.     | 1:32:52.6 | +4:10.6 | 10    |

#### Damer
| Idrottare    | Tävling        | Final   | Final   | Final |
| Idrottare    | Tävling        | Time    | Deficit | Rank  |
| ------------ | -------------- | ------- | ------- | ----- |
| Triin Ojaste | Damernas 10 km | 31:54.3 | +3:36.5 | 45    |

#### Sprint
| Idrottare                  | Tävling              | Kvalificering | Kvalificering | Kvartsfinal | Kvartsfinal | Semifinal | Semifinal | Final | Final |
| Idrottare                  | Tävling              | Tid           | Rank          | Tid         | Rank        | Tid       | Rank      | Tid   | Rank  |
| -------------------------- | -------------------- | ------------- | ------------- | ----------- | ----------- | --------- | --------- | ----- | ----- |
| Peeter Kümmel              | Herrarnas sprint     | 3:44.03       | 52            | DNS         | DNS         | DNS       | DNS       | DNS   | DNS   |
| Raido Ränkel               | Herrarnas sprint     | 3:43.82       | 51            | DNS         | DNS         | DNS       | DNS       | DNS   | DNS   |
| Siim Sellis                | Herrarnas sprint     | 3:48.06       | 59            | DNS         | DNS         | DNS       | DNS       | DNS   | DNS   |
| Peeter Kümmel Raido Ränkel | Herrarnas teamsprint | 24:26.49      | 7             | DNS         | DNS         | DNS       | DNS       | DNS   | DNS   |
| Triin Ojaste               | Damernas sprint      | 2:47.07       | 48            | DNS         | DNS         | DNS       | DNS       | DNS   | DNS   |

### Konståkning
| Idrottare         | Tävling                | KP    | KP   | FÅ    | FÅ   | Totalt | Totalt |
| Idrottare         | Tävling                | Poäng | Rank | Poäng | Rank | Poäng  | Rank   |
| ----------------- | ---------------------- | ----- | ---- | ----- | ---- | ------ | ------ |
| Viktor Romanenkov | Herrarnas singelåkning | 61.55 | 23 Q | 78.44 | 24   | 139.99 | 24     |
| Jelena Glebova    | Damernas singelåkning  | 46.19 | 29   | DNS   | DNS  | DNS    | DNS    |

### Backhoppning
| Idrottare             | Tävling               | Kvalificering | Kvalificering | Kvalificering | Första omgången | Första omgången | Första omgången | Final | Final | Final | Totalt | Totalt |
| Idrottare             | Tävling               | Längd         | Poäng         | Rank          | Längd           | Poäng           | Rank            | Längd | Poäng | Rank  | Poäng  | Rank   |
| --------------------- | --------------------- | ------------- | ------------- | ------------- | --------------- | --------------- | --------------- | ----- | ----- | ----- | ------ | ------ |
| Kaarel Nurmsalu       | Herrarnas normalbacke | 92.0          | 106.6         | 32 Q          | 95.0            | 113.3           | 37              | DNS   | DNS   | DNS   | DNS    | DNS    |
| Kaarel Nurmsalu       | Herrarnas stora backe | 125.0         | 103.6         | 24 Q          | 124.5           | 105.9           | 41              | DNS   | DNS   | DNS   | DNS    | DNS    |
| Siim-Tanel Sammelselg | Herrarnas normalbacke | 73.0          | 66.2          | 51            | DNS             | DNS             | DNS             | DNS   | DNS   | DNS   | DNS    | DNS    |
| Siim-Tanel Sammelselg | Herrarnas stora backe | 107.5         | 69.0          | 49            | DNS             | DNS             | DNS             | DNS   | DNS   | DNS   | DNS    | DNS    |